# John Anderson (atleta)
John Anderson (Cincinnati, Estados Unidos; 4 de julio de 1907-11 de julio de 1948) fue un atleta estadounidense, especialista en la prueba de lanzamiento de disco en la que llegó a ser campeón olímpico en 1932.

## Carrera deportiva
En los JJ. OO. de Los Ángeles 1932 ganó la medalla de oro en el lanzamiento de disco, llegando hasta los 49,49 metros, superando a su compatriota Henri LaBorde (plata con 48,47 metros) y al francés Paul Winter (bronce con 47,85 m).